# Ichneumon amauropus
Ichneumon amauropus là một loài tò vò trong họ Ichneumonidae.